# Entreprises publiques québécoises
Les entreprises publiques québécoises sont des sociétés de capitaux — personnes morales de droit privé —, sur lesquelles l’État ou d’autres collectivités territoriales peuvent exercer une influence dominante du fait du droit de propriété. Elles sont communément désignées sous l'appellation « société d'État » lorsqu'elles relèvent du gouvernement.

## Sociétés d'État par domaine

### L'action économique
- Caisse de dépôt et placement du Québec (CDPQ)
- Innovatech Québec Chaudière-Appalaches
- Innovatech du sud du Québec
- Investissement Québec
- Société de développement de la Baie-James
- Société du Centre des congrès de Québec
- Société du Palais des congrès de Montréal
- Société du parc industriel et portuaire de Bécancour
- Société générale de financement (SGF)

### Les produits de consommation
- Société des alcools du Québec (SAQ)
- Société québécoise du cannabis (SQDC)
- Société des loteries du Québec (Loto-Québec)

### Les ressources naturelles
- Commission hydroélectrique du Québec (Hydro-Québec)
- Société des établissements de plein air du Québec (SÉPAQ)
- Société nationale de l'amiante